# HD 7924

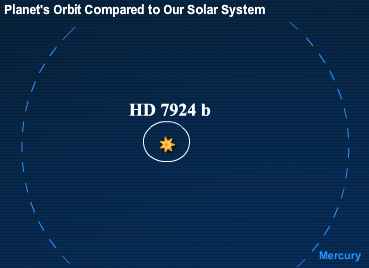
La órbita de Super-Earth HD 7924 b comparada con la órbita de Mercurio (0,38 AU) en nuestro Sistema Solar.

HD 7924 (HIP 6379/ GJ 56.5 / SAO 4386) es una estrella de magnitud aparente +7,19 situada al norte de la constelación de Casiopea.
Se encuentra a 54,8 años luz de distancia del sistema solar.
Desde 2009 se conoce la existencia de un planeta extrasolar en órbita alrededor de esta estrella.
HD 7924 es una enana naranja —una estrella semejante al Sol pero más fría y tenue— de tipo espectral K0V.
Con una temperatura efectiva de 5177 K, su luminosidad corresponde al 37% de la luminosidad solar.
Tiene un radio menor que el del Sol —un 78% del mismo— y una masa de 0,83 masas solares.
Rota con una velocidad de 1,35 km/s y se estima que emplea 38 días en completar un giro.
Muestra una modesta actividad cromosférica y su edad se estima en 3800 millones de años, unos 800 millones de años más joven que el Sol.
HD 7924 posee un contenido relativo de hierro menor que el solar ([Fe/H] = -0,15).
Este déficit metálico, en relación con el Sol, también se observa en elementos como sodio, silicio y níquel; la abundancia relativa de este último metal es un 60% de la encontrada en nuestra estrella.

## Sistema planetario
El planeta, denominado HD 7924 b, es un planeta del tipo «supertierra» —su masa equivale a 9,26 veces la masa terrestre—, pero, a diferencia de nuestro planeta, se mueve en una órbita mucho más próxima a su estrella, equivalente al 5,7% de la distancia existente entre la Tierra y el Sol. En consecuencia, tiene un corto período orbital de sólo 5,4 días y su temperatura se estima en 550 °C. En 2015 fueron descubiertos dos planetas más, con equivalentes a 6,5 y 7,9 masas terrestres respectivamente.
| Acompañante (En orden desde la estrella) | Masa (MJ) | Período orbital (días) | Semieje mayor (UA) | Excentricidad  |
| ---------------------------------------- | --------- | ---------------------- | ------------------ | -------------- |
| HD 7924 b                                | > 0,0273  | 5,3978 ± 0,0015        | 0,057              | 0,058 ± 0,056  |
| HD 7924 c                                | > 0,0247  | 15,299 ± 0,003         | 0,113 ± 0,001      | 0,098 ± 0,096} |
| HD 7924 d                                | > 0,0203  | 24,445 ± 0,017         | 0,155 ± 0,002      | 0,21 ± 0,13    |